# 日掛け金融伝 こまねずみ出世道
『日掛け金融伝 こまねずみ出世道』（ひがけきんゆうでん こまねずみしゅっせみち）は、原作：秋月戸市、作画：吉本浩二、原案：青木雄二による日本の漫画作品。『ビッグコミックスペリオール』（小学館）にて連載された。単行本は全9巻。『日掛け金融地獄伝 こまねずみ常次朗』の続編である。

## あらすじ
主人公、服部常次朗はドツボファイナンスの内部抗争で得た金を元手に新たに日掛けローン会社「ハッタリ融資」として独立を果たす。

## 登場人物
服部常次朗（はっとり つねじろう）
本作の主人公であり、日掛けローン会社「ハッタリ融資」社長。新撰リース、ドツボファイナンス勤務を経て独立。
服部捺子（はっとり なつこ）
常次朗の妻。常次朗不在の間、ハッタリ融資を切り盛りする。
奥野細道（おくの ほそみち）
ハッタリ融資の第1号社員。不動産会社社長である父の奥野太道が大きな借金を作って夜逃げしたため、太道から常次朗に預けられた。スケベで節操がない。
島袋勝（しまぶくろ まさる）
ハッタリ融資の第2号社員。
猫本完一（ねこもと かんいち）
常次朗の仇敵。常次朗の不在の間に捺子をものにしようと企むが、逆に利用される。

## 書誌情報
- 吉本浩二 『日掛け金融地獄伝 こまねずみ常次朗』 小学館 〈ビッグコミックス〉、全9巻
  1. 2005年1月28日発売 ISBN 4-09-187521-1
  2. 2005年6月30日発売 ISBN 4-09-187522-X
  3. 2005年12月26日発売 ISBN 4-09-187523-8
  4. 2006年4月27日発売 ISBN 4-09-180327-X
  5. 2006年9月29日発売 ISBN 4-09-180726-7
  6. 2007年2月28日発売 ISBN 978-4-09-181079-3
  7. 2007年6月29日発売 ISBN 978-4-09-181256-8
  8. 2007年10月30日発売 ISBN 978-4-09-181516-3
  9. 2008年4月26日発売 ISBN 978-4-09-181866-9